# Sternotomis mathildae
Sternotomis mathildae är en skalbaggsart som beskrevs av Allard 1993. Sternotomis mathildae ingår i släktet Sternotomis och familjen långhorningar. Inga underarter finns listade i Catalogue of Life.